# Сирникова Євдокія Іванівна
Євдокія Іванівна Сирникова (1918 — 22 квітня 2001) — передовик радянського сільського господарства, доярка колгоспу імені Дзержинського Катеринівського району Саратовської області, Герой Соціалістичної Праці (1966).

## Біографія
Народилася в 1918 році на хуторі Утінов, пізніше разом із сім'єю переїхала в село Михайлівка Катеринівського району.
У 1936 році Євдокія Іванівна прийшла працювати дояркою в колгосп імені Дзержинського, де і пропрацювала 35 років.
За восьму п'ятирічку Сирниковій Євдокії Іванівні вдалося вручну надоїти зі своєї групи корів майже 180 тонн молока, що, звичайно ж, було гідно оцінено керівництвом.
Указом Президії Верховної Ради СРСР від 22 березня 1966 року за високі досягнення в розвитку тваринництва і виробництві м'ясо. молока, яєць і вовни Євдокії Іванівні Сирниковій присвоєно звання Героя Соціалістичної Праці з врученням ордена Леніна і медалі «Серп і Молот».
Саме з досягнень Сирникової почався рух "трьохтисячниць" в Катеринівському районі Саратовської області. З 1973 року кращі доярки місцевих колгоспів, які отримали в середньому на фуражну корову групи по 3 тисячі і більше кілограмів молока, нагороджувалися районної премією імені Є.І. Сирникової.
У 80-90-х рр. минулого століття, щорічно, в Катеринівському районі проводилися змагання серед доярок імені Сирникової Є.І.
Останні роки життя мешкала в селі Бакури. Померла 22 квітня 2001 року. Похована на сільському кладовищі.

## Нагороди
- золота зірка «Серп і Молот» (22.03.1966)
- орден Леніна (22.03.1966)
- інші медалі.

## Пам'ять
Після того, як не стало Сирникової Є.І., в її честь на базі Бакурської середньої школи проводяться щорічні районні спортивні змагання з волейболу.